# Texingtal
Texingtal je obec v okrese Melk v rakouské spolkové zemi Dolní Rakousy. Žije zde přibližně 1 600 obyvatel.

## Geografie
Texingtal leží v Mostviertelu (Moštové čtvrti) v Dolních Rakousích. Plocha obce je 32,45 kilometrů čtverečních a 39,18 % plochy je zalesněno. Obec se rozkládá na svazích pod vrchy Grüntalkogelhütte a Walzberg a protéká jí řeka Mank.

### Členění obce
Obec se skládá z 22 místních částí:
- Altendorf
- Bach
- Fischbach
- Großmaierhof
- Haberleiten
- Hinterberg
- Hinterholz
- Hinterleiten
- Kleinmaierhof
- Mühlgraben
- Panholz
- Plankenstein
- Reinöd
- Rosenbichl
- Schwaighof
- Sonnleithen
- St. Gotthard
- Steingrub
- Straß bei Texing
- Texing
- Walzberg
- Weißenbach

Obec vytvořena v roce 1971 sloučením, až do té doby samostatných obcí Texing, St. Gotthard a Plankenstein.

### Katastrální území
Při obecní reformě v roce 1972 byla vytvořena obec „Texingtal“ sloučením osmi katastrálních území:
- Fischbach
- Plankenstein
- Sonnleithen
- Sankt Gotthard
- Steingrub
- Texing
- Weissenbach
- Bach

## Historie
Ve starověku byla tato oblast osídlena a ve 3. století se stala součástí římské říše, její provincie Noricum. Od 9. století bylo území christianizováno, první písemné zmínky o hradech Texingu a Plankensteinu pocházejí z konce 11. století. Hrad Texing patřil pánům z Tessingenu, zůstalo po něm pouze volné místo v blízkosti domu Schafferhof. Hrad Plankenstein postavili páni z Plancinstainu, jejichž mocný rod ovládal území celého údolí až do 16. století. Z válečných událostí zasáhlo zdejší osady  zejména druhé turecké obléhání Vídně, kvůli němuž byly velké zemědělské dvory opevněny. Turky ukořistěná děla byla zdejšími trofejemi až do roku 1918, nyní jsou vystavena v Schallaburgu. Za druhé světové války byl bombardován Schweinzberg, po válce hrad Plankenstein dlouho obsazen Rudou armádou.  

### Vývoj počtu obyvatel
- 1971 1429
- 1981 1409
- 1991 1488
- 2001 1538

## Hospodářství a infrastruktura
Nezemědělských pracovišť bylo v roce 2001 55 a zemědělských a lesnických pracovišť bylo v roce 1999 138. V roce 2001 bylo v místě bydliště  687 výdělečně činných obyvatel, tj. 45,51 %.

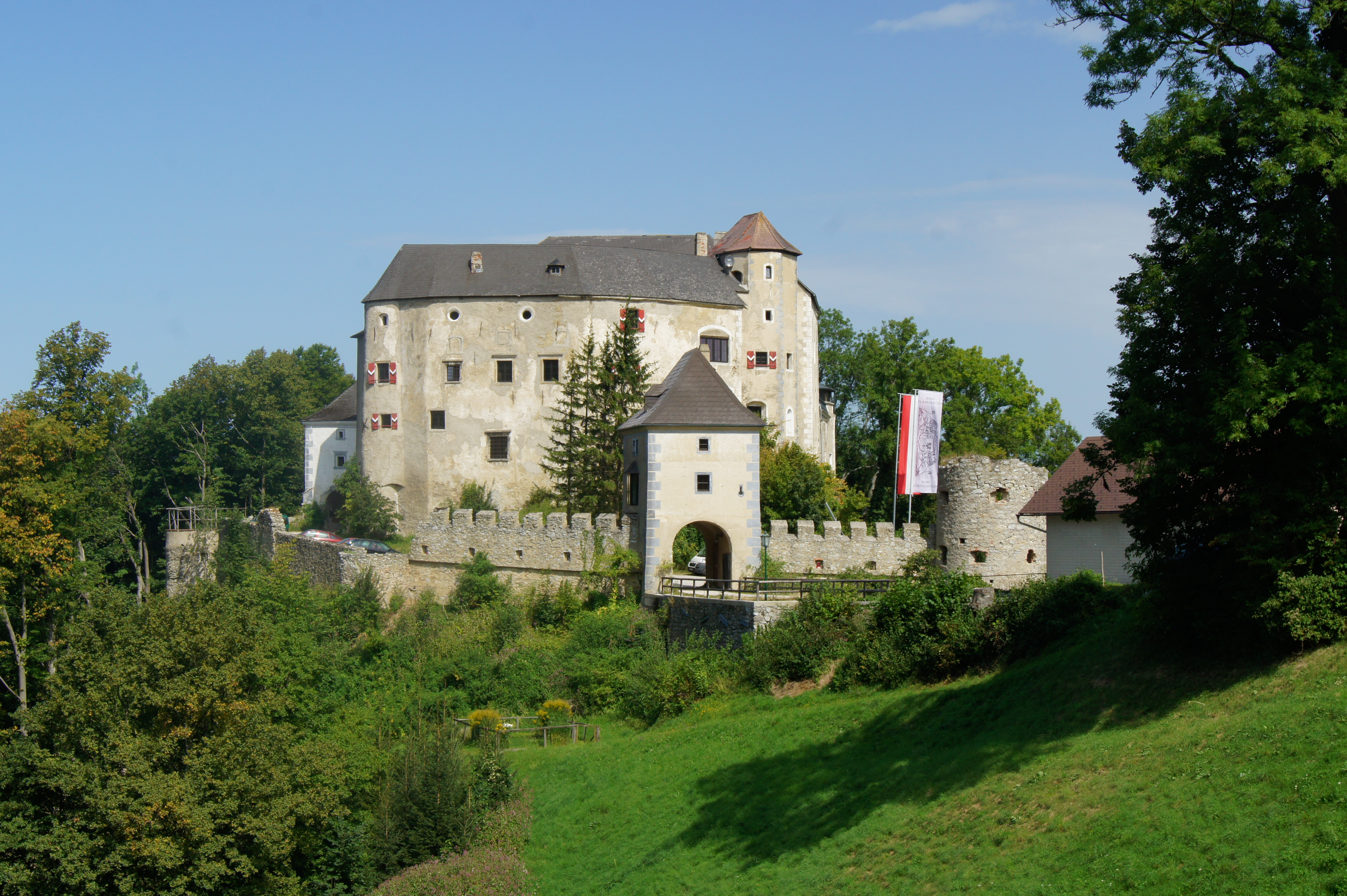
Hrad Plankenstein

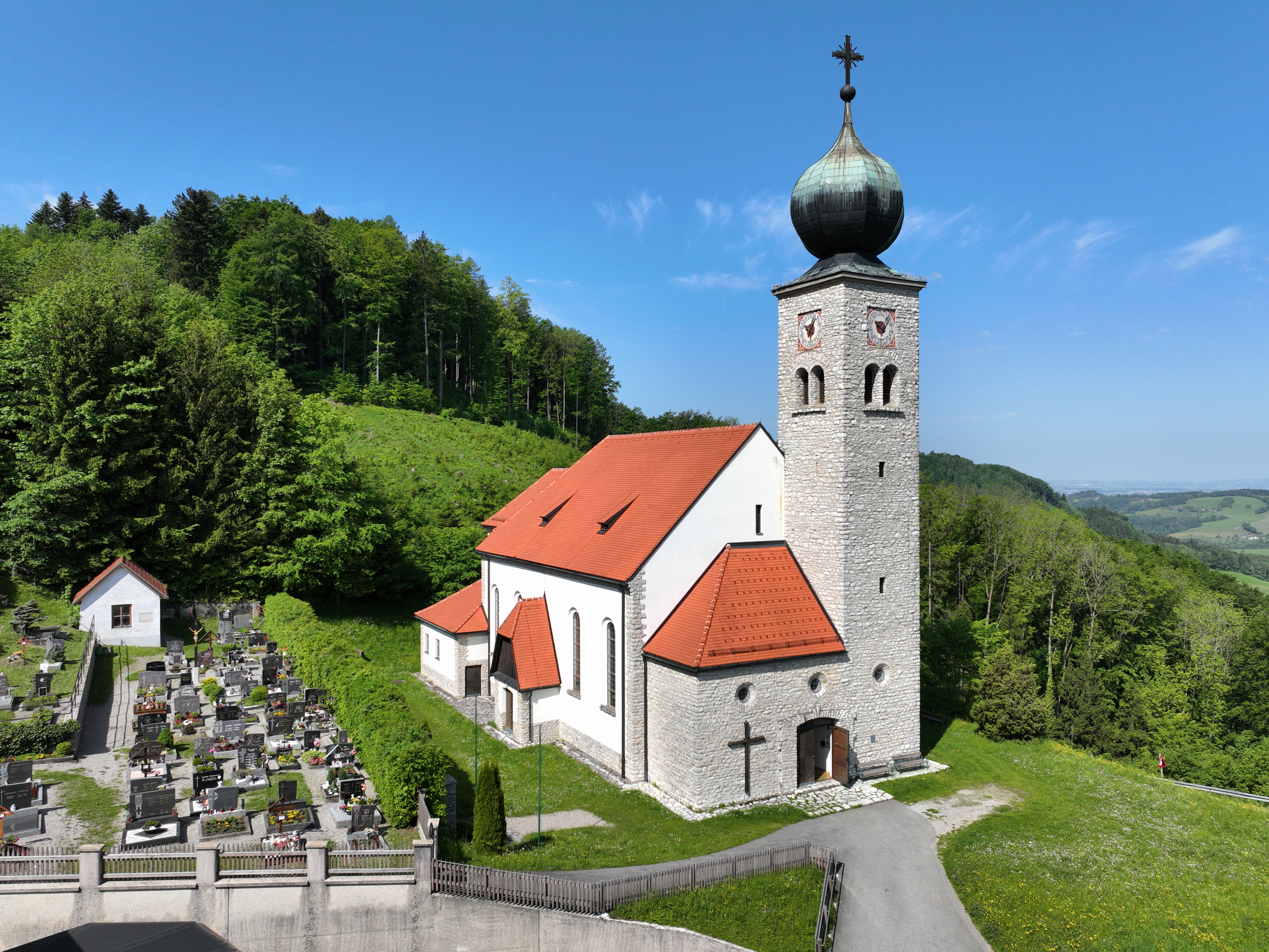
Farní kostel v Plankensteinu

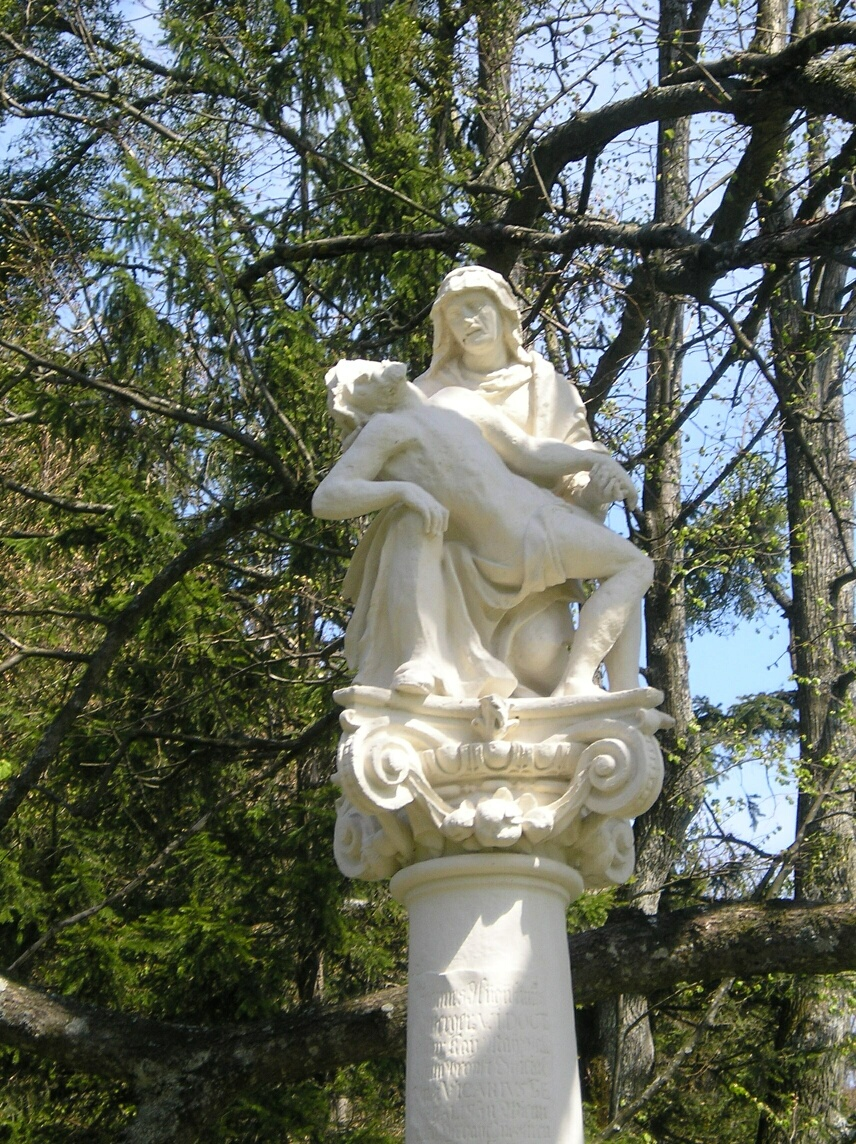
Pieta na vrcholu tzv. Schwabeckého kříže

## Politika
V zastupitelstvu obce je 19 křesel, obsazených představiteli dvou stran:
- ÖVP: Günther Pfeifer (starosta od roku 2021)
- SPÖ

## Pamětihodnosti
- Hrad Plankenstein (ve  výšce 666 m n. m., dobře dochovaná architektura ze 13.-14. století, s hradní kaplí, interiéry adaptovány na hotel, nejsou přístupné.
- Farní kostel Panny Marie Sněžné v Plankensteinu, gotická jednolodní stavba, v baroku přestavěná, hlavní oltář s barokními sochami, na postranních oltářích dvě pozdně gotické sochy světic.
- Sankt Gotthard: farní kostel sv. Gottharda založili benediktini z Niederaltaichu; dochovala se gotická stavba se studniční kaplí, v níž je tzv. Svatá studna, poutní místo proslulé od 13. do 17. století, [2]; nad obcí památný tzv. Schwabecký kříž - kamenný sloup se sousoším piety ze 17. století
- Farní kostel sv. Bartoloměje v Texingu, gotický ze 13. století
- Grüntalkogelhütte (886 m n. m.), nejvyšší vrch v okolí, na hranicích Frankenfelsu v obecní části Tiefgrabenrotte.
- Muzeum Engelberta Dolfuße v jeho rodném domě.

## Osobnosti
- Engelbert Dollfuß (1892–1934) – politik a státník
- Leo Schmoll (1904–1957) – architekt a stavitel
- Gerhard Karner (* 1967) – poslanec dolnorakouského zemského sněmu